# Rivière Gam
La rivière Gam est un affluent de la rivière Lo provenant du Guangxi, en Chine, qui se jette dans le nord du Vietnam,.
En Chine, la rivière s'appelle Bai Nan He (百南河).

## Géographie
Le Bai Nan He est originaire du Guangxi, en Chine, et sa branche la plus longue mesure environ 50 km, coulant vers le sud-ouest 
La rivière Gam entre au Vietnamdans la commune frontalière de Co Ba, district de Bao Lac, province de Cao Bang. La ville de Bao Lac est située sur la rive gauche de la rivière. La rivière Gam serpente à travers la province de Ha Giang, puis la province de Tuyen Quang.
La rivière Gam se jette dans la rivière Lo à la frontière entre la commune de Tan Long, la commune de Phuc Ninh et la ville de Yen Son, district de Yen Son, à 10 km de la ville de Tuyen Quang au nord.

## Affluents
Principaux affluents de l'amont vers l'aval.
- La rivière Neo[3].
- La rivière Nho Que[3].
- La Nam Ma prend sa source dans la vallée de Tung Ba, dans le district de Vi Xuyen, coule vers le sud-est et se jette dans la rivière Gam dans la commune de Thuong Tan, dans le district de Bac Me, tous deux dans la province de Ha Giang.
- La rivière Nang conduit l'eau du lac Ba Be dans la province de Bac Kan jusqu'à la rivière Gam dans la commune de Son Phu, district de Na Hang, au-dessus du barrage de la centrale hydroélectrique de Tuyen Quang à près de 2 km.
- Un autre affluent est une rivière aux nombreux noms, provenant de la montagne Khau Den , commune de Lien Hiep, Bac Quang, Ha Giang avec le nom de Ngoi Ba, et de la commune de Tan My, Chiem Hoa, Tuyen Quang avec le nom de Ngoi Quang, se jetant dans la rivière Gam dans la ville de Vinh Loc, Chiem Hoa.

## Production hydro-électrique
La centrale hydroélectrique de Yen Son, d'une capacité installée de 90 MW, est en construction et devrait être achevée en 2026. Elle est située dans la commune de Quy Quan, Yen Son, Tuyen Quang. Elle est la dernière centrale hydroélectrique de la cascade hydroélectrique de la rivière Gam.
La centrale hydroélectrique de Chiem Hoa d'une capacité de 48 MW, achevée en 2012, sur la rivière Gam dans la commune de Ngoc Hoi.
La centrale hydroélectrique de Tuyen Quang ou « centrale hydroélectrique de Na Hang » a une capacité de 342 MW, c'est un grand projet, situé sur le cours principal de la rivière Gam, dans la commune de Vinh Yen et la ville de Na Hang, province de Tuyen Quang  . 
Centrale hydroélectrique de Bac Me d'une capacité de 45 MW (2x22.5 MW) mise en service en 2020. Il s'agit de la 5ème étape de la planification de la rivière Gam, située dans les communes de Yen Phong et Phu Nam, district de Bac Me, province de Ha Giang, à environ 7 km de la nouvelle ville de Bac Me en amont de la rivière Gam. 
La centrale hydroélectrique Bao Lam 1 d'une capacité de 30 MW est en construction sur la rivière Gam dans la commune de Ly Bon, district de Bao Lam, province de Cao Bang en 2015. Le projet est situé après la confluence de la rivière Nho Que et de la rivière Gam   . 

### Sur les affluents
Il existe des centrales hydroélectriques plus petites sur les affluents.
Sur la rivière Nho Que se trouve le groupe hydroélectrique de Nho Que ( 3 centrales).
D'autres projets de centrale hydroélectrique Bao Lam sur la rivière Nho Que sont en service :
- Bao Lam 1 d'une capacité de 30 MW mis en service en décembre 2016[8]
- Bao Lam 3 d'une capacité de 46 MW mis en service début 2018, dans deux communes Duc Hanh, district de Bao Lam, province de Cao Bang et commune de Niem Tong, district de Meo Vac, province de Ha Giang[9].
- Bao Lam 3A d'une capacité de 8 MW mis en service en fin 20217, dans les communes de Duc Hanh et Ly Bon, district de Bao Lam, province de Cao Bang[10].

À Nam Ma, il y a la centrale hydroélectrique Nam Ma 1  d'une capacité de 3.2 MW mis en service en 1992 dans le ruisseau Ba Tien, commune de Cao Bồ, district de Vi Xuyen.